# NGC 688
NGC 688 è una galassia a spirale intermedia situata nella costellazione del Triangolo, a una distanza di circa 187 milioni di anni luce dalla nostra Via Lattea.

## Scoperta
La galassia è stata scoperta il 16 settembre 1865 dall'astronomo prussiano Heinrich d'Arrest.

## Descrizione
NGC 688 ha una classe di luminosità II e presenta una larga riga a 21 cm dell'idrogeno neutro. Viene considerata un incubatoio stellare in quanto è presente un'intensa attività di formazione stellare.
Il suo nucleo è molto brillante nell'ultravioletto ed è inclusa nel catalogo di Markarian con il codice Mrk 1009 (MK 1009).
Data la sua luminosità superficiale pari a 14,30, NGC 688 può essere classificata come una galassia a bassa luminosità superficiale (nella letteratura in lingua inglese abbreviata in LSB, acronimo di Low Surface Brightness). Le galassie LSB sono galassie di tipo diffuso (D) con una luminosità superficiale inferiore di almeno una magnitudine a quella del cielo notturno circostante.

## Gruppo di UGC 1344
NGC 688 fa parte del Gruppo di UGC 1344, un raggruppamento che contiene almeno sette galassie situate nella costellazione del Triangolo. Oltre a NGC 688, il gruppo comprende anche altre due galassie del  New General Catalogue: NGC 700 e NGC 714.